# Carex cristatella
Carex cristatella là một loài thực vật có hoa trong họ Cói. Loài này được Britton & A.Br. mô tả khoa học đầu tiên năm 1896.

## Hình ảnh

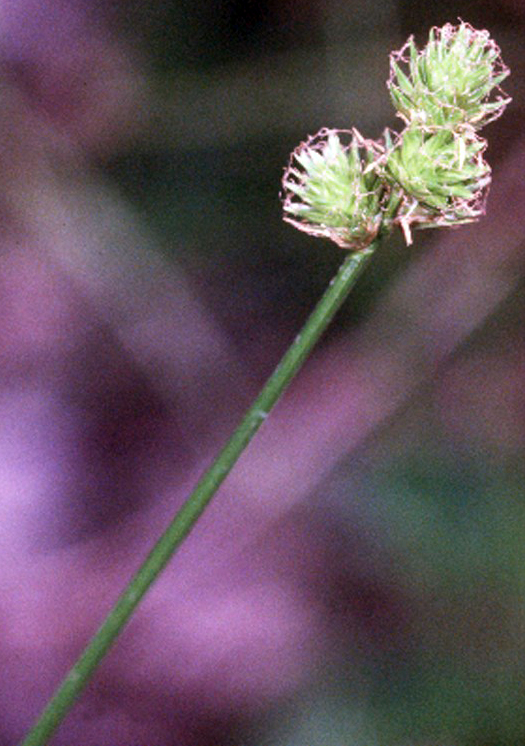